# Hjelmeland
Hjelmeland este o comună din provincia Rogaland, Norvegia.